# Tony Rombola
Tony Rombola (Norwood, SAD, 24. studenoga 1964.) američki je glazbenik, najpoznatiji kao glavni gitarist američkog hard rock/heavy metal-sastava Godsmack. Također je gitarist u skupini Another Animal.
Godine 2016. s Shannonom Larkinom osnovao je rock-sastav The Apocalypse Blues Revival. Godine 2019. sastav je raspušten, no ponovno se okupio 2020.

## Diskografija
Godsmack (1996. – danas)
- Godsmack (1998.)
- Awake (2000.)
- Faceless (2003.)
- IV (2006.)
- The Oracle (2010.)
- 1000hp (2014.)
- When Legends Rise (2018.)

Another Animal
- Another Animal (2007.)